# Onitis thoracicus
Onitis thoracicus är en skalbaggsart som beskrevs av Ferreira 1976. Onitis thoracicus ingår i släktet Onitis och familjen bladhorningar. Inga underarter finns listade i Catalogue of Life.